# Danièle Delorme
Danièle Delorme (Levallois-Perret, 9 de outubro de 1926 - Paris, 17 de outubro de 2015) foi uma atriz francesa.